# Crithagra koliensis
El serín de los papiros (Crithagra koliensis) es una especie de ave paseriforme en la familia Fringillidae propia de África.
Con anterioridad esta especie estaba ubicada en el género Serinus pero un análisis filogenético realizado utilizando secuencias de ADN mitocondrial y nuclear determinó que el género es polifilético. Por lo tanto se dividió el género y varias especies incluido el serín de los papiros fueron mudadas al género resucitado Crithagra.

## Distribución y hábitat
Se lo encuentra entre Burundi, República Democrática del Congo, Kenia, Ruanda, Tanzania, y Uganda. Por lo general habita en zonas de pantanos con papiros a altitudes entre 900 y 1600 m. Siempre construye su nido en las varas de papiro, utilizando hojas de papiro como material constructivo.